# Joseph Christoph Keßler

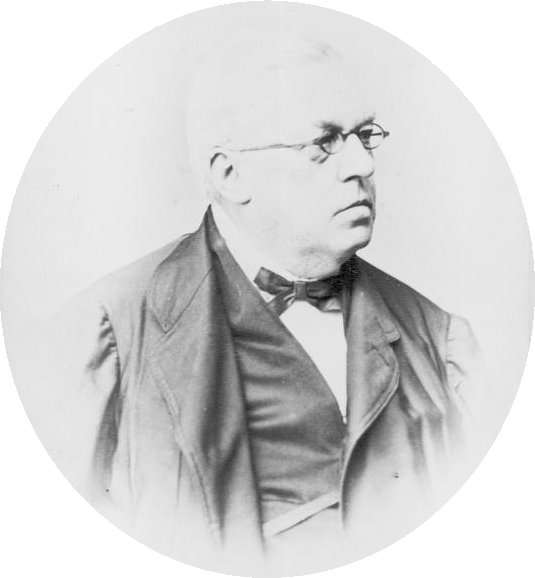
Joseph Christoph Keßler, fotografiert von Josef Löwy, vor 1872

Joseph Christoph Keßler (auch Kessler, ursprünglich Kötzler) (* 26. August 1800 in Augsburg; † 14. Januar 1872 in Wien) war ein deutscher Pianist und Komponist.

## Leben
Keßler wuchs in Prag (1803–1807), Feldsberg (bis 1811), Nikolsburg (bis 1816) und Wien (bis 1820) auf. Er hatte nur vom 7. bis 10. Jahr Klavierunterricht (bei dem Organisten Bilek in Feldsberg) und bildete sich autodidaktisch zu einem virtuosen Pianisten und Klavierpädagogen aus. Theoretischen Unterricht erhielt er nur kurzzeitig 1826 bei Ignaz von Seyfried.
Er arbeitete 1820 bis 1826 als Hausmusiklehrer von Graf Potocki in Lemberg und Landshut, lebte bis 1829 wieder in Wien, sodann bis 1830 in Warschau, 1830 bis 1835 in Breslau, 1835 bis 1855 (abgerechnet einen vorübergehenden Aufenthalt auf Schloss Grätz und eine Reise nach Karlsruhe) wieder in Lemberg und zuletzt seit 1855 bis zu seinem Tod in Wien.
Keßlers Etüden Op. 20 (1825), Op. 51 und Op. 100 sind von bleibendem Wert und wurden zum Teil in die Lehrwerke von Kalkbrenner, Moscheles u. a. aufgenommen. Sie gehören als Studienmaterial auf eine hohe Stufe technischer Entwicklung, sind schwerer als Czernys Schule des Virtuosen und stehen musikalisch zwischen Hummel und Chopin. Schneller vergessen wurden seine Nocturnos, Variationen, Präludien, Bagatellen usw. Doch sind auch darunter Stücke, die länger Bestand hatten (Opp. 29, 30, 38 oder Op. 104 „Blüten und Knospen“).
Keßlers Etüden op. 31 sind Frédéric Chopin gewidmet, der ihm im Gegenzug seine Préludes op. 28 widmen wollte. Der Name „Keßler“ findet sich noch auf dem Autograph und einer Abschrift. Erst im März 1839 schrieb Chopin in einem Brief an seinen Freund Julian Fontana, das Werk solle Camille Pleyel gewidmet werden. Für die deutsche Erstausgabe, die bei Breitkopf & Härtel erschien, kam diese Nachricht jedoch zu spät, so dass diese tatsächlich eine Widmung an Keßler enthält. Nur die französische Erstausgabe ist Pleyel zugeeignet.
Robert Schumann äußerte sich zunächst sehr anerkennend und erwartungsvoll und blieb erst später reserviert, als sich zeigte, dass Keßler sein Talent nicht weiterentwickelte. Auch die Wertschätzung Felix Mendelssohn Bartholdys und Franz Lachners sind überliefert.